# Рудолф II фон Оксенщайн
Рудолф II фон Оксенщайн (на немски: Rudolf II von Ochsenstein; * пр. 1373; † пр. 27 март 1400) е господар на господството и замък Оксенщайн в Елзас.

## Произход
Той е син на Ото VI фон Оксенщайн († 1377) и съпругата му Елизабет фон Хесен († 1339), дъщеря на ландграф Йохан фон Хесен († 1311) и Аделхайд фон Брауншвайг-Гьотинген († 1311). Брат е на Йохан († 1386, Земпах), фрайхер на Оксенщайн, Ото VII († сл. 1401), господар на Оксенщайн, Мена († 1377) и Аделхайд († 1386), омъжена за граф/пфалцграф Рудолф IV/VI фон Тюбинген-Херенберг-Гултщайн († 1356).

## Фамилия
Първи брак: със София фон Раполтщайн. Бракът е бездетен.
Втори брак: пр. 5 септември 1379 г. с Кунигунда фон Геролдсек-Вазихен († 1403), вдовица на Улрих IV фон Раполтщайн († 1377), дъщеря на Фридрих фон Геролдсек-Вазихен († сл. 13 октомври 1369) и Валпургис фон Лютцелщайн († 23 март 1406), дъщеря на граф Фолмар фон Лютцелщайн († сл. 1367) и Аделхайд фон Финстинген-Бракенкопф († сл. 1340). Те имат шест деца:
- Фолмар фон Оксенщайн († 1426), господар на Оксенщайн, женен на 24 май 1421 г. за Аделхайд фон Хоен-Геролдсек († 1454), дъщеря на Валтер VIII фон Геролдсек († ок. 1432) и Елизабет фон Лихтенберг († сл. 1427)
- Фридрих фон Оксенщайн († 17 октомври 1411), женен пр. 12 януари 1405 г. за графиня Елизабет фон Цвайбрюкен-Бич († сл. 1412), дъщеря на граф Ханеман I фон Цвайбрюкен-Бич († ок. 1418) и Имагина фон Йотинген († 1450)
- Йохан фон Оксенщайн († април 1456, Страсбург), фрайхер на Оксенщайн, има четири деца
- Криспиан фон Оксенщайн († сл. 1412)
- Клара фон Оксенщайн († ок. 1425), омъжена за Улрих I фон Ратзамхаузен († 1459)
- Агнес фон Оксенщайн († сл. 21 март 1438), омъжена I. през октомври 1402 г. за Еберхард фон Рамберг († 1404), II. на 22 януари 1411 г. за Хайнрих VIII Байер фон Бопард-Брухкастел-Фалкенберг († 1431), III. пр. 21 март 1438 г. за Йохан II фон Хоен-Геролдсек юбер Рейн († 1453), син на Валтер VIII фон Геролдсек († ок. 1432) и Елизабет фон Лихтенберг († сл. 1427).